# U-181
O Unterseeboot 181 foi um submarino alemão da Kriegsmarine que atuou durante a Segunda Guerra Mundial. No mês de Maio de 1945, o U-Boot foi tomado pelos japoneses em Singapura e transformado no I 501 no dia 15 de Julho de 1945. O I 501 se rendeu em Singapura no mês de Agosto de 1945, sendo abertos buracos no casco para afundar no dia 12 de Fevereiro de 1946.

## Comandantes
| Comandante            | Período                                   |
| --------------------- | ----------------------------------------- |
| KrvKpt. Wolfgang Lüth | 9 de Maio de 1942 - 31 de Outubro de 1943 |
| Kpt. Kurt Freiwald    | 1 de Novembro de 1943 - 8 de Maio de 1945 |

## Carreira

### Subordinação
| 9 de Maio de 1942 - 30 de Setembro de 1942     | 4. Unterseebootsflottille  |
| 1 de Outubro de 1942 - 31 de Outubro de 1942   | 10. Unterseebootsflottille |
| 1 de Novembro de 1942 - 30 de Setembro de 1944 | 12. Unterseebootsflottille |
| 1 de Outubro de 1944 - 8 de Maio de 1945       | 33. Unterseebootsflottille |

### Patrulhas
O U-181 permaneceu em alto mar por 568 dias, sendo destas, 4 patrulhas de guerra que somam 560 dias.
|       | Comandante            | Partida                | Partida   | Chegada                | Chegada   | Dias     | Toneladas |
| ----- | --------------------- | ---------------------- | --------- | ---------------------- | --------- | -------- | --------- |
| 1     | Kptlt. Wolfgang Lüth  | 12 de Setembro de 1942 | Kiel      | 18 de Janeiro de 1943  | Bordeaux  | 129 dias | 58 381    |
| 2     | Kptlt. Wolfgang Lüth  | 23 de Março de 1943    | Bordeaux  | 14 de Outubro de 1943  | Bordeaux  | 206 dias | 45 331    |
| 3     | FrgKpt. Kurt Freiwald | 16 de Março de 1944    | Bordeaux  | 8 de Agosto de 1944    | Penang    | 146 dias | 24 869    |
|       | FrgKpt. Kurt Freiwald | 30 de Agosto de 1944   | Penang    | 31 de Agosto de 1944   | Singapura | 2 dias   |           |
|       | FrgKpt. Kurt Freiwald | 23 de Setembro de 1944 | Singapura | 25 de Setembro de 1944 | Batavia   | 3 dias   |           |
| 4     | FrgKpt. Kurt Freiwald | 19 de Outubro de 1944  | Batavia   | 5 de Janeiro de 1945   | Batavia   | 79 dias  | 10 198    |
|       | FrgKpt. Kurt Freiwald | 14 de Janeiro de 1945  | Batavia   | 16 de Janeiro de 1945  | Singapura | 3 dias   |           |
| Total | Total                 | Total                  | Total     | Total                  | Total     | 560 dias | 138 779 t |

### Sucessos
27 navios afundados num total de 138,779 GRT
| Data        | Comandante    | Nome da Embarcação | Toneladas | Nacionalidade   |
| ----------- | ------------- | ------------------ | --------- | --------------- |
| 3 Nov 1942  | Wolfgang Lüth | East Indian        | 8 159     | norte-americano |
| 8 Nov 1942  | Wolfgang Lüth | Plaudit            | 5 060     | panamenho       |
| 10 Nov 1942 | Wolfgang Lüth | K.G. Meldahl       | 3 799     | norueguês       |
| 13 Nov 1942 | Wolfgang Lüth | Excello            | 4 969     | norte-americano |
| 19 Nov 1942 | Wolfgang Lüth | Gunda              | 2 241     | norueguês       |
| 20 Nov 1942 | Wolfgang Lüth | Corinthiakos       | 3 562     | grego           |
| 22 Nov 1942 | Wolfgang Lüth | Alcoa Pathfinder   | 6 797     | norte-americano |
| 24 Nov 1942 | Wolfgang Lüth | Dorington Court    | 5 281     | britânico       |
| 24 Nov 1942 | Wolfgang Lüth | Mount Helmos       | 6 481     | grego           |
| 28 Nov 1942 | Wolfgang Lüth | Evanthia           | 3 551     | grego           |
| 30 Nov 1942 | Wolfgang Lüth | Cleanthis          | 4 153     | grego           |
| 2 Dez 1942  | Wolfgang Lüth | Amarylis           | 4 328     | panamenho       |
| 11 Abr 1943 | Wolfgang Lüth | Empire Whimbrel    | 5 983     | britânico       |
| 11 Mai 1943 | Wolfgang Lüth | Tinhow             | 5 232     | britânico       |
| 27 Mai 1943 | Wolfgang Lüth | Sicilia            | 1 633     | sueco           |
| 7 Jun 1943  | Wolfgang Lüth | Harrier            | 193       | sul-africano    |
| 2 Jul 1943  | Wolfgang Lüth | Hoihow             | 2 798     | britânico       |
| 15 Jul 1943 | Wolfgang Lüth | Empire Lake        | 2 852     | britânico       |
| 16 Jul 1943 | Wolfgang Lüth | Fort Franklin      | 7 135     | britânico       |
| 4 Ago 1943  | Wolfgang Lüth | Dalfram            | 4 558     | britânico       |
| 7 Ago 1943  | Wolfgang Lüth | Umvuma             | 4 419     | britânico       |
| 12 Ago 1943 | Wolfgang Lüth | Clan Macarthur     | 10 528    | britânico       |
| 1 Mai 1944  | Kurt Freiwald | Janeta             | 5 312     | britânico       |
| 19 Jun 1944 | Kurt Freiwald | Garoet             | 7 118     | holandês        |
| 15 Jul 1944 | Kurt Freiwald | Tanda              | 7 174     | britânico       |
| 19 Jul 1944 | Kurt Freiwald | King Frederick     | 5 265     | britânico       |
| 2 Nov 1944  | Kurt Freiwald | Fort Lee           | 10 198    | norte-americano |
| Total       | Total         | Total              | 138 779   |                 |